# Professional Employer Organization
Eine Professional Employer Organization (PEO) ist ein Unternehmen, welches Dienstleistungen im Bereich Business Process Outsourcing und Personalmanagement anbietet. Das Angebot von PEOs richtet sich besonders an kleine und mittlere Unternehmen sowie besonders international aufgestellte Organisationen. Je nach Anbieter umfassen die angebotenen Dienstleistungen unter anderem Personalcontrolling, Lohn- und Gehaltsabrechnung, Anmeldung und Abführung der Lohnsteuer, Gehaltsnebenleistungen, Personalbedarfsplanung, Personaleinsatzplanung, Teile des Risikomanagements, Beratung bei Compliance, sowie bei globalen PEOs speziellere Services um Personalverwaltung, Markteintritt, Unternehmensgründung und Rechtsberatung.
Die PEO geht in Verlauf eine Partnerschaft mit dem Kunden ein, die als „Co-Employment“ bezeichnet wird. Als „Co-Employer“ übernimmt die PEO die administrativen Aufgaben sowie den Großteil der Personalverwaltung. Die fachliche und operative Weisungsbefugnis als Kerngebiet verbleibt in diesem Modell beim Kunden. Der Arbeitnehmer bleibt damit stärker in der Kundenorganisation verwurzelt, obwohl die PEO für steuerliche Zwecke als administrativer Arbeitgeber agiert. Damit unterscheidet sich das „Co-Employment“-Modell von PEOs von im deutschen Raum verbreiteten Personal-Service-Agenturen, Zeitarbeit und Personalvermittlung.
Im Jahr 2017 wurde der Umsatz der Industrie in den Vereinigten Staaten auf über 174 Mrd. USD pro Jahr geschätzt. Im selben Jahr waren allein in den Vereinigten Staaten 907 PEOs tätig, die 3,7 Millionen Beschäftigte betreuten, die sich auf etwa 175.000 PEO-Kunden verteilten.

## Geschäftsmodell
Eine PEO erfüllt im Wesentlichen zwei Hauptaufgaben. Zum einen wird die PEO für die betreffenden Mitarbeiter zum administrativen Arbeitgeber. Dies hat vor allem steuerliche, haftungs- und arbeitsrechtliche Konsequenzen. Zum anderen kümmert sich eine PEO für seine Klienten um viele Prozesse um das Personalwesen wie die Gehaltsabrechnung oder Compliance und nimmt damit Arbeit ab. In den USA spielen Gehaltsnebenleistung meist noch eine wichtige Rolle. Dadurch, dass die Unfallversicherung in den USA (worker's compensation) vom Arbeitgeber direkt bei Versicherungsunternehmen abgeschlossen wird, kann eine PEO für kleine Kundenunternehmen meist bessere und günstigere Bedingungen aushandeln.
Es gibt im internationalen Kontext mehrere Varianten des PEO-Modells, die sich in der Art der Beziehung zwischen PEO und Kundenunternehmen unterscheiden.
- Globale PEOs und internationale PEO Services erfreuen sich wachsender Beliebtheit. Obwohl die Auslegung der geltenden Regeln und Vorschriften von Land zu Land unterschiedlich ist (die USA sind bisher das einzige Land, das die PEO Industrie als solche als gesetzlich eigenständig anerkennt) können verschiedene Anbieter Dienstleistungen in 185 Ländern anbieten. Dabei agieren Globale PEO im Ausland als „Employer of Record“ und ermöglichen es Unternehmen ohne Firmengründung im Ausland Mitarbeiter einzustellen.[4]
- Administrative services organizations (ASO) sind PEOs ähnlich, engagieren sich jedoch nicht im Sinne des Co-Employment. Die Mitarbeiter bleiben rechtlich unter der Kontrolle des Kundenunternehmens. Steuer- und Versicherungsangelegeheiten werden von der ASO bearbeitet, jedoch unter der steuerlichen Identifikationsnummer des Kundenunternehmens. Damit stellen ASOs hauptsächlich eine Option für Outsourcing dar.
- Umbrella companies finden sich hauptsächlich im Vereinigten Königreich und sind am ehesten mit Zeitarbeitsfirmen vergleichbar. Eine Zeitarbeitsfirma engagiert Leiharbeiter oder unabhängige Dienstleister verschiedener Bereiche unter einem Dach (daher auch engl. umbrella = Regenschirm). Somit bleibt allein die Zeitarbeitsfirma der rechtliche Arbeitgeber und die Mitarbeiter werden bei erfolgreicher Auftragsvermittlung zu keinem Zeitpunkt feste Mitarbeiter des Kundenunternehmens. Die Nutzung von Umbrella companies hat nach Verabschiedung des IR35-Gesetzes zugenommen, welches Steuervermeidung bekämpfen soll.[5]
- Pass-through agencies sind Zeitarbeitsfirmen, die als rechtliche Arbeitgeber für Dienstleister und Auftragnehmer fungieren, sich jedoch nicht um Arbeitsvermittlung kümmern. Sie sind außerhalb der USA weitgehend unbekannt. Wie Leiharbeiter oder Angestellte von Umbrella companies im Vereinigten Königreich sind auch bei pass-through agencies die Angestellten zu keinem Zeitpunkt fest bei dem Kundenunternehmen angestellt.[6]

### Co-Employment

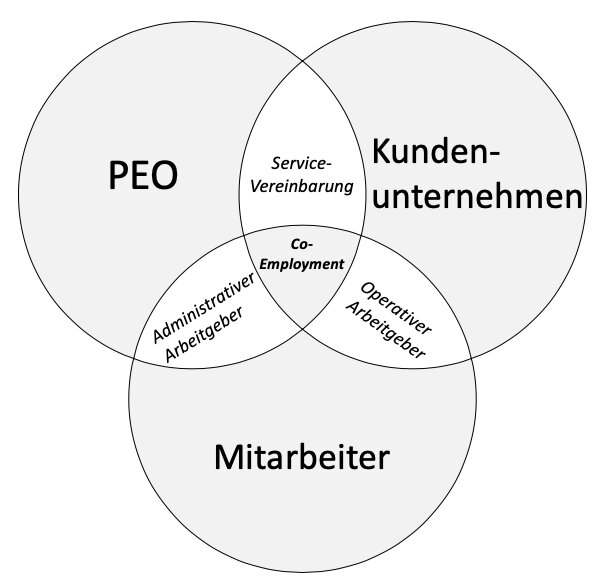
Co-Employment-Verhältnis zwischen PEO, Kundenunternehmen und Mitarbeiter

Das Co-Employment als Konzept besteht zwischen der PEO, dem Kundenunternehmen und dem angestellten Mitarbeiter. Es liefert den gesetzlichen Rahmen dafür, dass der Mitarbeiter administrativ zur PEO zählt und somit auch diese auf der Gehaltsabrechnung als Arbeitgeber geführt wird. Auf einer operativen Basis bleibt jedoch das Kundenunternehmen weiterhin weisungsbefugt. Damit ändert sich für einen Mitarbeiter, welcher vormals direkt beim Kundenunternehmen angestellt war und nach z. B. einer Umstrukturierung oder Entsendung ins Ausland von einer PEO verwaltet wird nichts im Arbeitsalltag. Für die administrative Verwaltung des Mitarbeiters überweist das Kundenunternehmen im Rahmen einer Dienstleistungsvereinbarung meist eine monatliche Summe.

### Employer of Record
Als offizieller Arbeitgeber oder Employer of Record gilt ein Unternehmen, wenn es einen Mitarbeiter sozialversicherungspflichtig anstellt. Es trägt somit auch die Verantwortung in steuerrechtlichen und arbeitsrechtlichen Angelegenheiten und ist dafür haftbar. Dies beinhaltet auch Tätigkeiten einschließlich des Umgangs mit Steuern, Sozialleistungen, Versicherungen, Visum- und Sponsorenanträgen und vielen anderen Angelegenheiten und Vorgängen, die das Personalwesen betreffen.
PEO und Employer of Record sind zwar eng verwandt doch stellen Lösungen für zwei unterschiedliche Bedürfnisse dar. PEOs sind meist Teil einer umfassenderen Umstrukturierung des HR-Bereichs für Unternehmen und schließen einen größeren Teil der Mitarbeiter ein. Das Nutzen eines Employer of Record ist häufig eher interessant für Unternehmen, die schnell in ausländische Märkte expandieren wollen. Als Teil von globalen PEO Lösungen wird der juristische Rahmen eines Employer of Record genutzt, um so Mitarbeiter legal im Ausland anzustellen, ohne jedoch eine eigene Tochtergesellschaft im jeweiligen Land gründen zu müssen.

### Zielgruppen
Häufig werden kleine und mittlere Unternehmen als Zielgruppe für die meisten PEOs angesehen. Dies hat mehrere Gründe. Häufig sind es gerade diese Unternehmen, die viel Zeit in das Personalwesen investieren müssen, da sie zu groß geworden sind, um den Aufwand nebenbei zu bewältigen, aber auch noch nicht groß genug, um von Skaleneffekten zu profitieren. Noch immer ist das PEO Modell in den USA am meisten verbreitet, da Unternehmen dort auch auf dem Heimatmarkt mit den unterschiedlichsten Gesetzen auf Ebene der Bundesstaaten konfrontiert werden. Um in diesem aus unternehmerischer Sicht regulatorisch anspruchsvollem Umfeld zu agieren, kann es sich häufig lohnen die Expertise in diesen Bereichen an PEOs auszulagern. 
Diese Expertise haben einige PEOs bereits genutzt, um das Modell auch auf globaler Ebene auszuweiten. Während es in vielen Ländern nicht direkt anwendbar ist, hat sich das Angebot auch um "Employer of Record"-Services erweitert. Damit wird das Modell wiederum wieder relevanter vor allem für Unternehmen, die eine Expansion ins Ausland planen, aber noch nicht genügend Wissen und Ressourcen aufgebaut haben.

### Vorteile
Ein Vorteil von PEOs ist vor allem für amerikanische Kunden, dass PEOs durch das Bündeln von Arbeitnehmern von mehreren Unternehmen durch die Anzahl ihrer Mitarbeiter bessere Bedingungen bei Versicherungsleistungen erzielen kann als es die Unternehmen einzeln könnten. Dies kann so auch mit geringeren Lohnnebenkosten einhergehen, was häufig als Win-Win-Situation angesehen wird. Dies wird rechtlich durch das Co-Employment Verhältnis ermöglicht. Dies kann ebenso dazu führen, dass das Unternehmen bessere Gehaltsnebenleistungen anbieten kann, um z. B. hoch qualifizierte Mitarbeiter anzuwerben.
Der Einsatz einer PEO könnte potenziell Zeit und Personal einsparen, die für die Erstellung der Gehaltsabrechnung und Verwaltungsaufgaben aufgewendet werden müssten. Damit werden Ressourcen freigesetzt, um sich den Kernaufgaben des Unternehmens zu widmen und mehr Zeit dort zu investieren. Zudem kann ein Arbeitgeber die rechtlichen Verpflichtungen gegenüber den Mitarbeitern reduzieren, die er üblicherweise hätte.
Im internationalen Bereich kann die Kooperation mit PEOs (in Verbindung mit "Employer of Record"-Services) besonders lohnenswert sein, um Zeit und Kosten beim Anstellen von Mitarbeitern im Ausland zu sparen. Anstatt sich mit ausländischem Arbeitsrecht zu beschäftigen, kann ein Unternehmen sehr zügig Geschäftsbeziehungen mit Partnern aufbauen und sich ebenso große Investitionen und Risiko ersparen.

### Kosten
PEOs erheben eine Dienstleistungsgebühr für die Übernahme der Personal- und Lohnbuchhaltungsfunktionen des Kundenunternehmens: In der Regel beträgt diese zwischen 3 und 15 % des gesamten Bruttolohns. Diese Gebühr wird in den USA zusätzlich zu den normalen Verwaltungskosten für Angestellte erhoben, wie z. B. dem Arbeitgeberanteil an FICA, Medicare und der Einbehaltung der Arbeitslosenversicherung.
Bei Internationalen PEOs mit „Employer of Record“-Service ist die Gebühr stark von Art und Umfang der erbrachten Dienstleistung abhängig. Zudem ist der Standort hier noch ein sehr entscheidender Faktor. Damit spielen hier vor allem Lohnkosten, bürokratische Hürden und der Wechselkurs der Währung eine wichtige Rolle.

## Frühe Geschichte und Entstehung
Sogenanntes "Employee leasing" findet seine Ursprünge in den USA der späten 1960er Jahre. Es wurde durch die drei Geschäftsmänner Eugene Boffa, Louis Calmare und Joseph Martinez geprägt. Das Konzept wurde weiter popularisiert durch Marvin R. Selter, welcher mit dem "Employee leasing" von Mitarbeitern an eine Arztpraxis in Südkalifornien begann. Ein weiterer Grund für die Beliebtheit des "Employee leasing" waren spezifische Gesetze wie z. B. der Employee Retirement Income Security Act of 1974 (ERISA). Dieses enthielt Ausnahmen für Sozialversicherungsbeiträge bei mehreren Arbeitgebern (multiple employer welfare arrangements (MEWA)), welches effektiv ein Steuerschlupfloch für Arbeitgeber darstellte, die Angestellte entliehen und sich von den ERISA-Bedingungen befreit sahen. Durch weitere Gesetze wie den Tax Equity and Fiscal Responsibility Act of 1982 (TEFRA) wurde diese Form von Leiharbeit steuerlich weiter begünstigt, indem weitere Steuervergünstigungen für Arbeitgeber, welche ein Minimum von vorgeschriebenen Sozialabgaben überwiesen, gewährt wurden. Diese Art der Vergünstigungen durch TERFA entfielen jedoch schnell wieder mit der strengeren Gesetzgebung des Tax Reform Act of 1986.
Um 1985, gab es in den USA bereits 275 Firmen, welche sich mit Employee leasing beschäftigten.
Verglichen mit den USA sind im deutschsprachigen Raum PEOs sowie das Konzept des "Employee leasing" weniger verbreitet. Hier finden sich andere Formen von Beschäftigungsverhältnissen wie z. B. die Arbeitnehmerüberlassung, die zwar dem amerikanischen Konzept nahe kommt, sich aber doch im Wesen grundlegend unterscheidet. Bei der Arbeitnehmerüberlassung steht meist die temporäre Natur der Beschäftigung im Vordergrund. Zudem werden so fast ausschließlich externe Mitarbeiter für die Firma gewonnen und im Heimatland bzw. -standort engagiert. Damit unterscheidet sich die Arbeitnehmerüberlassung von der PEO, welche im amerikanischen Markt u. a. gerne genutzt wird, um administrativen Aufwand für Firmen zu reduzieren, die intern Mitarbeiter in verschiedenen Bundesstaaten mit verschiedenen Gesetzen beschäftigen wollen. Um Arbeitnehmerüberlassung im deutschen Sinne würden sich dort eher sogenannte „Temporary Employment Agencies“ kümmern.

## Gesetzliches

### Deutschland
Jegliche Art von Leiharbeit, Zeitarbeit, Personalleasing oder PEO Verhältnis wird in Deutschland durch das Arbeitnehmerüberlassungsgesetz (AÜG) reguliert. Das Gesetz dient der Umsetzung der europäischen Richtlinie 2008/104/EG zur Leiharbeit. Grundsätzlich ist damit die Überlassung von Arbeitnehmern erlaubnispflichtig, wobei hier die Bundesagentur für Arbeit konsultiert werden muss. Wichtige Punkte des Arbeitnehmerüberlassungsgesetzes (AÜG) umfassen unter anderem:
- Maximalzeitraum von 18 Monaten: Leiharbeiter dürfen bei einem Arbeitgeber nur 18 Monate am Stück angestellt werden. Danach muss das Arbeitsverhältnis entweder auf Vollzeitniveau angehoben oder aufgelöst werden.
- Verbot von Kettenverträgen: Ein Vertrag darf nur direkt zwischen Kundenunternehmen (Entleiher) und dem formellen Arbeitgeber (Verleiher) geschlossen werden. Mittelsmänner oder Weiterverleihung sind in diesem Verhältnis nicht gestattet.
- Gleichbehandlung: Alle Mitarbeiter, die an einen Kunden geliehen werden, sollten die gleichen Leistungen erhalten wie die Stammbelegschaft des Kunden. Dies ist Teil des Vertrags, und sowohl der Verleiher als auch der Entleiher müssen entsprechende Sorgfalt walten lassen.

### Österreich
In Österreich findet das Arbeitskräfteüberlassungsgesetz (AÜG) Anwendung.

### Schweiz
In der Schweiz gelten die Art. 19ff. AVG (Arbeitsvermittlungsgesetz). Es regelt neben der privaten Arbeitsvermittlung und öffentlichen Arbeitsvermittlung auch den dort genannten Personalverleih. Unterschieden wird in der Schweiz zwischen Temporärarbeit, Leiharbeit und gelegentlichem Überlassen. Lediglich die Temporärarbeit und Leiharbeit sind bewilligungspflichtig und verschiedene Bestimmungen müssen dazu erfüllt werden.

### USA
Jeder Bundesstaat in den USA hat eigene Gesetze zu Arbeitsrecht, Unfallversicherung, Arbeitslosenversicherung und Sozialbeiträge, daher werden PEOs typischerweise durch Bundesstaaten reguliert. Dadurch lassen sich für Arbeitgeber teilweise andere Steuersätze aus anderen Bundesstaaten nutzen, die günstiger erscheinen wie z. B. bei der Arbeitslosenversicherung oder State Unemployment Tax (SUTA). Im Jahre 2004 hat der damalige Präsident George W. Bush den SUTA Dumping Prevention Act of 2004 unterschrieben, welcher alle 50 Bundesstaaten auffordert bis 2007 Anti-SUTA-Dumping auf den Weg zu bringen. Die meisten Staaten haben dies befolgt; jedoch verbieten Bundesgesetze es Unternehmen nicht mit PEOs zusammenzuarbeiten um in den Genuss günstigerer SUTA-Beiträge zu kommen.
Die PEO Industrie selbst hat in der Zwischenzeit jedoch auch Schritte unternommen, um kritisch beäugte Geschäftsmodelle einzudämmen. Dazu wurde auch 1985 der erste Handelsverband, die National Staff Leasing Association, gegründet. Der Verband änderte im Jahre 1994 seinen Namen zu National Association of Professional Employer Organizations, um die korrekte Nutzung der Terminologie besser zu reflektieren.
Als Teil der Bemühungen der Industrie, sich eigenverantwortlich zu regulieren, wurde im Jahr 1995 mit der Employer Services Assurance Corporation (ESAC) eine unabhängige Akkreditierungsstelle gegründet. Die ESAC überprüft akkreditierte PEOs und deren Einhaltung von wichtigen ethischen, finanziellen und operativen Standards und stellt finanzielle Sicherheiten zur Ausübung der wichtigsten Arbeitgeberpflichten durch diese PEOs bereit. Diese finanziellen Sicherheiten wird durch Bürgschaften in Höhe von mehr als 15 Millionen Dollar unterstützt und versichert Kunden, Angestellten, Versicherern und Regierungsbehörden, dass die akkreditierten PEOs ihren vertraglichen und treuhänderischen Verpflichtungen nachkommen.
PEOs können sich auch einem Zertifizierungsprozess unterziehen, der von dem 2002 gegründeten unabhängigen Zertifizierungsinstitut (CI) durchgeführt wird. Diese Zertifizierung bestätigt, dass die Unfallversicherungsleistung einer PEO bewährte Best Practices im Risikomanagement der Versicherungsbranche erfüllt, um arbeitsbedingte Unfälle und Gesundheitsrisiken zu reduzieren und Unfallversicherungsverluste zu kontrollieren.